# Kang Sin-Young
Kang Sin-Young (en coreano: 강신영; 20 de marzo de 1977) es una deportista surcoreana que compitió en judo. Ganó una medalla de bronce en los Juegos Asiáticos de 2006, y una medalla de plata en el Campeonato Asiático de Judo de 2008.

## Palmarés internacional
| Juegos Asiáticos    | Juegos Asiáticos     | Juegos Asiáticos  | Juegos Asiáticos |
| Año                 | Lugar                | Medalla           | Categoría        |
| ------------------- | -------------------- | ----------------- | ---------------- |
| 2006                | Doha (Catar)         | Medalla de bronce | –57 kg           |
| Campeonato Asiático |                      |                   |                  |
| Año                 | Lugar                | Medalla           | Categoría        |
| 2008                | Jeju (Corea del Sur) | Medalla de plata  | –57 kg           |